# الحكومة البلجيكية في المنفى
الحكومة البلجيكية في لندن (بالفرنسية: Gouvernement belge à Londres وبالهولندية: Belgische regering in Londen)، التي تعرف أيضًا باسم حكومة بيرلوت الرابع، كانت حكومة منفية لبلجيكا بين أكتوبر 1940 وسبتمبر 1944 خلال الحرب العالمية الثانية. وقد كانت حكومة ثلاثية، فتضمنت ثلاثة وزراء من الأحزاب الكاثوليكية والليبرالية والعمالية. عقب غزو ألمانيا النازية لبلجيكا في مايو 1940، فرت الحكومة البلجيكية، برئاسة هوبرت بيرلوت، إلى بوردو بفرنسا أولًا، ومن ثم إلى لندن، حيث أسست نفسها بوصفها الممثل الشرعي الوحيد لبلجيكا أمام الحلفاء.
رغم أنه لم يعد لها سلطة في دولتها، فإن الحكومة أدارت الكونغو البلجيكية وعقدت مفاوضات مع قوى الحلفاء الأخرى بخصوص إعادة إعمار ما بعد الحرب. تضمنت الاتفاقيات التي أبرمتها الحكومة في المنفى خلال الحرب اتحاد البنلوكس وقبول بلجيكا في الأمم المتحدة. وقد كان للحكومة أيضًا نفوذ داخل الجيش البلجيكي في المنفى، وحاولت الإبقاء على صلاتها بحركة المقاومة البلجيكية السرية.

## خلفية
من الناحية السياسية، هيمن الحزب الكاثوليكي على السياسية البلجيكية في فترة ما بين الحربين، وعادة ما شكل تآلفًا مع الحزب البلجيكي العمالي أو الحزب الليبرالي. شهدت ثلاثينيات القرن العشرين أيضًا ارتفاعًا في شعبية الأحزاب الفاضية داخل بلجيكا، والتي كان من أبرزها حزب ركس، الذي بلغ أوجه في انتخابات عام 1936 بنسبة تصويت بلغت 11%. ومنذ مطلع ثلاثينيات القرن العشرين، هيمنت سياسة الحياد على السياسة الخارجية والداخلية البلجيكية، فتركت المعاهدات الدولية والتحالفات، محاولة الإبقاء على علاقات دبلوماسية جيدة مع بريطانيا وفرنسا وألمانيا.
وعلى الرغم من هذه السياسية، فقد اجتيحت بلجيكا دون سابق إنذار من القوات الألمانية في 10 مايو 1940. وبعد 18 يومًا من القتال، استسلم الجيش البلجيكي في 28 مايو ووضعت الدولة تحت تحكم حكومة عسكرية ألمانية. وقد جُند ما بين 600,000 إلى 650,000 رجل بلجيكي (نحو 20% من تعداد الذكور في البلاد) وزج بهم في الحرب.
على النقيض من ملوك هولندا أو لوكسمبرغ الذين انتقلوا إلى المنفى مع الحكومة، فإن الملك ليوبولد الثالث استسلم للألمان مع جيشه، معارضًا نصيحة حكومته. وخلال الأيام التي سبقت استسلامه، يزعم أنه حاول تشكيل حكومة جديدة بقيادة هنري دي مان الاشتراكي المؤيد للنازية، ومع ذلك فلم يُعترف بها أبدًا. وقد ظل سجينًا لدى الألمان، تحت الإقامة الجبرية في المنزل، لبقية الحرب. ومع أن الحكومة حاولت لوقت وجيز التفاوض مع السلطات الألمانية من المنفى في فرنسا، فإن السلطات الألمانية مررت مرسومًا يجرم عودة أعضاء الحكومة البلجيكية إلى البلاد ونُبذت المحادثات.

## التأسيس في لندن
اللجوء إلى فرنسا

كانت الحكومة البلجيكية في فرنسا تنوي اتباع حكومة بول رينو إلى الإمبراطورية الفرنسية لمواصلة القتال. شكلت الحكومة في وقت وجيز في ليموج، وهناك نددوا باستسلام ليوبولد تحت ضغط من الحكومة الفرنسية. وضعت الحكومة العسكرية تحت تحكم الجنرال ألكسندر فون فالكنهاوسن، الذي كان أرستقراطيًا وجنديًا موظفًا. ومع ذلك، فحين استبدل رينو بفيليب بيتان المؤيد للألمان، هجرت هذه الخطة. رغم العداء الصدار من نظام فيشي، ظلت حكومة بيرلوت في فرنسا. وفي خطاب في 16 سبتمبر 1940، طلبت حكومة بيتان حل الحكومة البلجيكية، التي كانت لا تزال في ذلك الوقت في بورو:
على الحكومة البلجيكية، التي ظل نشاطها بشكل كامل في فرنسا لبعض الوقت حتى اليوم نظريًا، أن تقرر حل نفسها. سيبقى بعض أعضائها في فرنسا كأفراد عاديين، بينما سيرحل آخرون إلى الخارج. وهذا القرار جزء من عملية إخماد المهام الدبلوماسية للدول المحتلة من ألمانيا، وقد أوضحت ضرورته الحكومة الفرنسية المخولة من الرايخ.

-خطاب من حكومة فيشي الفرنسية، 16 سبتمبر 1940.

### الانتقال إلى لندن
بينما كانت حكومة بيرلوت لا تزال في فرنسا، وصل وزير الصحة البلجيكي مارسيل هنري جاسبار إلى لندن في 21 يونيو. اعتقد جاسبار أن حكومة بيرلوت نوت الاستسلام للألمان، وكان مصممًا على منعها. أجرى جاسبار محادثات مع تشارلز دي جول، وفي 23 يونيو ألقى حديثًا في راديو بي بي سي، صرح فيه بأنه سيشكل شخصيًا حكومة بديلة لمواصلة القتال. نددت حكومة بيرلوت في بوردو بموقفه، وقد استقبل ببرود من قبل السفير البلجيكي في لندن، إيميل دي كارتير دي مارشين. شكل جاسبار، متحدًا مع العمدة الاشتراكي لأنتويرب، كاميل هويسمانس، ومعهم من يسمون «متمردو لندن»، حكومتهم في 5 يوليو 1940. لكن البريطانيين كانوا ممانعين للاعتراف بحكومة جاسبار وهويسمانس.
دفع التحدي الذي واجهته سلطة حكومة بيرلوت بها إلى التحرك عمليًا. وصل ألبرت دي فليشهاور، وزير بيرلوت للمستعمرات، إلى لندن في نفس اليوم الذي شكلت فيه حكومة جاسبار وهويسمانس. وبصفته الوزير البلجيكي الوحيد الذي يملك سلطة قانونية خارج بلجيكا نفسها، فإن دي فليشهاور، ومعه كاميل غوت الذي وصل بعده بوقت قصير، استطاع تشكيل «حكومة من اثنين» مؤقتًا بموافق بريطانية في لندن. همش دي فلشهاور غوت سياسيًا، وبذلك أصبح شخصية ثانوية في الحكومة. انتظر الاثنان بول هنري سباك وبيرلوت، فقد كان الاثنان محتجزين في إسبانيا الفرانكوية في طريقهما من فرنسا للانضمام لهما. وصل بيرلوت وسباك إلى لندن في 22 أكتوبر 1940، وكان ذلك إيذانًا ببدء فترة «حكومة الأربعة»، فأعطوا الحكومة «الرسمية» شرعية آخر وزير منتخب لبلجيكا. كان البريطانيون مرتابين من كثيرين من الوزراء البلجيكيين، ومن حجم شرعية الحكومة نفسها أيضًا. ومع ذلك، فبوصول رئيس الوزراء جرى تقبلها على مضض.